# Publius Silius Nerva
Publius Silius Nerva was een Romeins politicus in de tijd van keizer Tiberius. Hij was samen met Appius Iunius Silanus consul in 28 (Tac., Ann. IV 68.1; Plin., H. N. VIII 40.). De consul Aulus Licinius Nerva Silianus uit het jaar 65 is waarschijnlijk zijn zoon.

## Antieke bron
- Tac., Ann. IV 68.1.

## Referentie
- W. Smith, art. Silius Nerva (2), in W. Smith (ed.), A Dictionary of Greek and Roman Antiquities, III, Londen, 1870, p. 824.